# 機密費流用防止法案
機密費流用防止法案（きみつひりゅうようぼうしほうあん）とは、機密費の使用の適正化に資することを目的とした法案。正式名称は「機密費の使用に係る文書の作成、公表等に関する法律案」。

## 概要
機密費の使用の適正化に資することを目的として、支払記録書の作成、公表義務等について規定している。「機密費支払記録書」を作成し、特に機密性の高いものは25年、それ以外のものは10年経過したら公開することを義務を規定している。
2001年に外務省機密費流用事件が発覚したことを受けて、民主党が提出したが廃案となった。
民主党は野党時代には透明化に積極的に動いていたが、2009年9月の政権獲得後は「オープンにしていくことは考えていない」として公開しない考えを示した。野党時代の整合性を指摘された質問主意書に対して、民主党政権は「使途等を検証していくことが適切」とだけ答弁している。